# RSC-51
La Svizzera, per quanto poco noto attualmente, ha avuto una serie di programmi missilistici autoctoni, il primo dei quali fu l'RSC.

## Storia

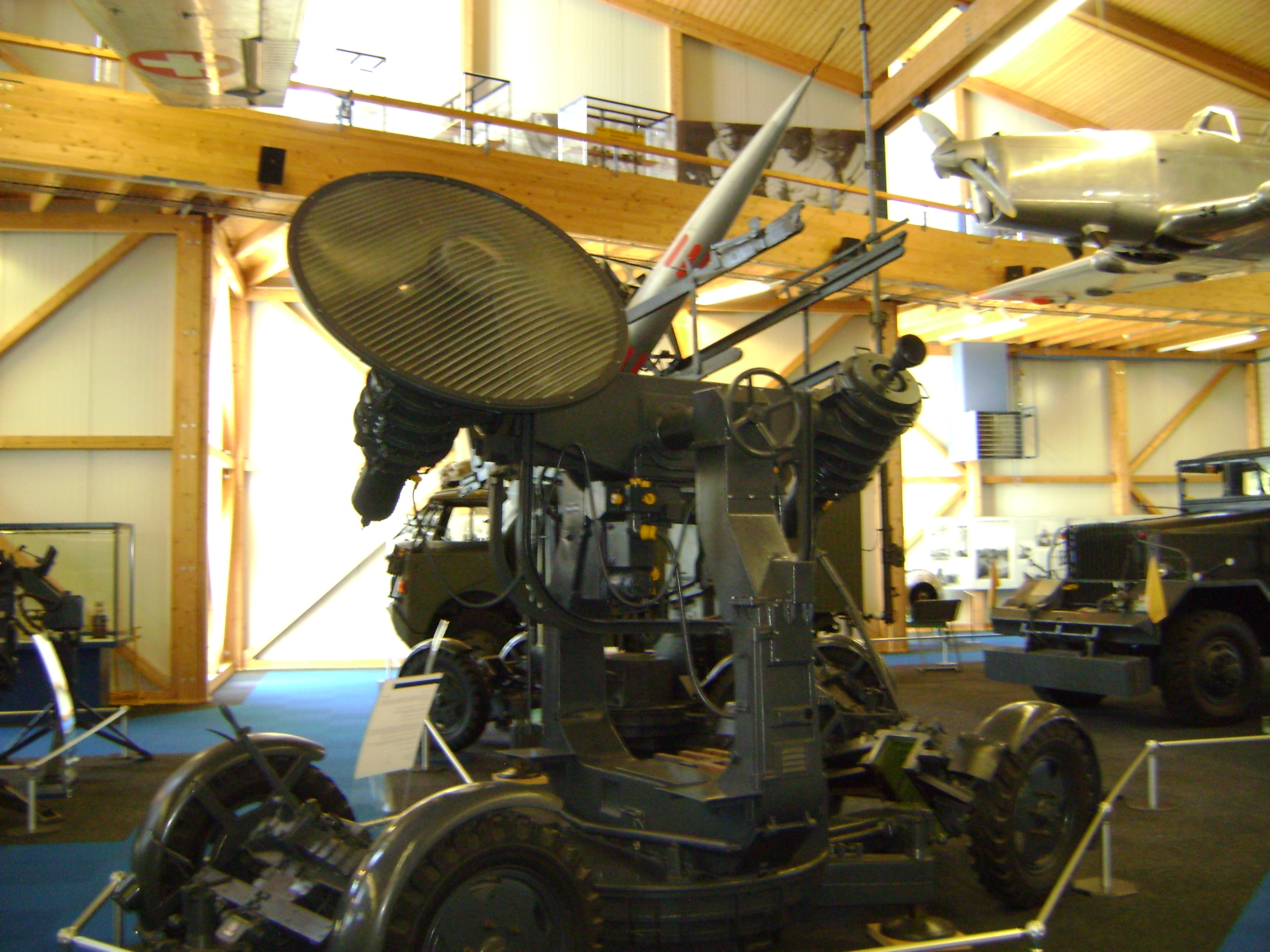
Il missile su un carrello

Il primo missile sviluppato, fin dal 1947, era l'RSC, provato in volo già nel 1950 e poi offerto, per la prima volta, nel libero mercato. Venne prodotto in vari modelli, con acquisti da parte di clienti esteri. Dimenticato da tempo è che l'Italia fu uno di questi, con i missili prodotti dalla Contraves italiana. Altri clienti furono il Giappone e addirittura 25 missili per gli USA. Da notare che l'RSC e la versione migliorata RSD erano armi a propellente liquido, con una velocità di 1,8 o 2,4 mach a fine combustione. L'RSD-58, il più avanzato, aveva prestazioni raddoppiate, con gittata di 30 km per 20 km di quota max.